# Wohlfahrtia villeneuvi
Wohlfahrtia villeneuvi är en tvåvingeart som beskrevs av Salem 1938. Wohlfahrtia villeneuvi ingår i släktet Wohlfahrtia och familjen köttflugor.
Artens utbredningsområde är Algeriet. Inga underarter finns listade i Catalogue of Life.